# 越来村
越来村（ごえくむら、沖縄語：ぐぃーくむら）は、かつて沖縄県中頭郡に存在した村であり、現在の沖縄市中心部に該当する地域である。琉球王国時代には越来間切に属し、いわゆる「間切同村」であった。

## 地理
越来村は、現在の沖縄市越来一丁目から三丁目、城前町、住吉一丁目、八重島一丁目から三丁目、美里一丁目から三丁目および五丁目、嘉間良一丁目から三丁目、嘉良川などに相当する地域にあたる。
村域の中央には比謝川が北流しており、その源は胡屋（ごや・ぐや）の丘陵地帯にある。土壌は主にジャーガル（粘土質）であり、農耕に適した地形を成していた。村内を旧宿道（国頭方東海道）が通過しており、交通の要所としても位置づけられていた。

## 歴史
越来村は、かつての越来間切の行政区画の一部であり、間切名と同名の中心的な村落であった。
『おもろさうし』巻二の第三二には「こゑくもりくすく」、同巻第三四には「こゑくあやみや」として越来に言及があり、古くから地名として知られていた。
ただし、絵図郷村帳には「はへ原村」、また琉球国高究帳では「南風原村（ふえーばるむら）」として記載されており、歴史的には複数の名称を経ていることがうかがえる。「越来村」という名称は、『琉球国由来記』以降の史料で安定的に用いられるようになったとされるが、その改称時期については明確ではない。